# Lev Lobodin
Lev Alexejevič Lobodin (rusky Лев Алексеевич Лободин; * 1. dubna 1969, Voroněž) je bývalý ruský sportovec, který se věnoval atletickému víceboji. V letech 1993 – 1996 reprezentoval Ukrajinu.
Třikrát se zúčastnil letních olympijských her. Desetiboj však dokončil jen na olympiádě v Sydney 2000, kde skončil celkově třináctý s počtem 8 071 bodů. Čtrnáctý zde mj. skončil český vícebojař Jiří Ryba. V Atlantě 1996 a v Athénách 2004 závod nedokončil.

## Osobní rekordy
- sedmiboj (hala) – 6 412 bodů – 8. února 2003, Moskva
- desetiboj (dráha) – 8 571 bodů – 20. srpna 1998, Budapešť